# Ada Gentile
Ada Gentile (née le 26 juillet 1947 à Avezzano, dans la province de L’Aquila, dans les Abruzzes) est une pianiste, conférencière et compositrice italienne.

## Biographie
Ada Gentile étudie au conservatoire San Pietro a Majella de Naples, dont elle sort diplômée pour le piano en 1970 et au conservatoire de l’académie nationale Sainte-Cécile à Rome, où elle étudie la composition avec Irma Ravinale jusqu’en 1974. Elle poursuit ses études avec Goffredo Petrassi, toujours à l’académie Sainte-Cécile de 1975 à 1976.
Elle enseigne aux conservatoires de Trieste et de Frosinone ainsi qu’à l’académie Sainte-Cécile. Après une carrière de concertiste, elle décide de se consacrer entièrement à la composition.
Ses œuvres sont jouées à la radio nationale, à Radio Vatican et dans des festivals internationaux de musique contemporaine.
Elle a écrit des œuvres pour orchestre et de la musique de chambre pour ensembles variés.

## Discographie sélective
- In un silenzio ordinato, pour violon, flûte, clarinette, deux percussions et piano (1985)
FA1810 L. VAILLANCOURT chef d’or. / NOUVEL ENSEMBLE MODERNE en CD UMMUS UMM102 (1992).
- Small Points, pour flûte, hautbois, clarinette, piano, violon, alto et violoncelle (1984)
FA1951 F. SCOGNA chef d’or. / GRUPPO Dl ROMA (IL) en CD RCA CCD3002 (1992).